# Hohenhaide
Hohenhaide ist eine Siedlung der Gemeinde Muldenhammer im Vogtlandkreis und gehört zum Ortsteil Morgenröthe-Rautenkranz. Hohenhaide gehörte zu den Auerbacher kleinen Waldorten.

## Lage
Hohenhaide liegt nordwestlich der Siedlung Muldenhammer im Waldgebiet südlich von Auerbach/Vogtl. auf etwa 621 m im sächsischen Vogtland. Die Häusergruppe liegt oberhalb der Siedlung Muldenhammer, die nicht Hauptort der gleichnamigen Gemeinde ist. Heute erinnert an Hohenhaide die Straße Hohehausberg.

## Geschichte
Namensnennungen finden sich 1834 und 1875. 1996 ist die Namensabwandlung Hohenhaide-Hohehaus niedergeschrieben. Hohenhaide war 1900 nach Rautenkranz, 1909 nach Tannenbergsthal gepfarrt. 1875 gehörte Hohenhaide zu Tannenbergsthal, 1939 folgte die Umgliederung nach Morgenröthe-Rautenkranz. Entsprechend gehörte die Siedlung zum Amt Voigtsberg, der Amtshauptmannschaft Auerbach und schließlich dem (Land-)Kreis Klingenthal, der 1996 im Vogtlandkreis aufging.
1834 lebten in Hohenhaide 24 Personen, 1871 22 und 1890 schließlich 40 Menschen.

## Belege
1. ↑  Hohenhaide – HOV | ISGV. Abgerufen am 26. August 2023.